# Division IIB du Championnat du monde féminin de hockey sur glace 2019
Navigation
Division IIB 2018 Division IIB 2020
Le tournoi de la Division IIB du Championnat du monde féminin de hockey sur glace 2019 se déroule à Brașov en Roumanie du 1er au 7 avril 2019.

## Format de la compétition
Le Championnat du monde féminin de hockey sur glace est un ensemble de plusieurs tournois regroupant les nations en fonction de leur niveau. Les meilleures équipes disputent le titre dans la Division Élite.
Les 10 équipes de la Division Élite sont réparties en deux groupes de 5 : les mieux classées dans le groupe A et les autres dans le groupe B. Chaque groupe est disputé sous la forme d'un championnat à matches simples. Les 5 équipes du groupe A sont qualifiés d'office pour les quarts de finale, de même que les 3 premiers du groupe B. Les 2 derniers du groupe B sont relégués en division inférieure lors de l'édition 2020. 
Pour les autres divisions qui comptent 6 équipes (sauf le groupe de Qualification pour la Division IIB qui en compte 5), les équipes s’affrontent entre elles et, à l'issue de cette compétition, le premier est promu dans la division supérieure et le dernier est relégué dans la division inférieure.
Lors des phases de poule, les points sont attribués ainsi :
- 3 points pour une victoire dans le temps réglementaire ;
- 2 points pour une victoire en prolongation ou aux tirs de fusillade ;
- 1 point pour une défaite en prolongation ou aux tirs de fusillade ;
- 0 point pour une défaite dans le temps réglementaire.

## Officiels
La fédération internationale a désigné 11 officiels pour ce tournoi.
| Arbitres                                                          | Juges de ligne |
| ----------------------------------------------------------------- | --- |
| - Fu Yue - Henna-Maria Koivuluoma - Agnese Kārkliņa - Kelly Cooke | \| - Julia Mannlein - Jessica Brambilla - Mai Mizuhori - Bente Owren \| - Anastasiia Kurashova - Jessica Lundgren - Anne-Ruth Kuonen \| |
| - Julia Mannlein - Jessica Brambilla - Mai Mizuhori - Bente Owren | - Anastasiia Kurashova - Jessica Lundgren - Anne-Ruth Kuonen                                                                            |

## Matches
| 1er avril | Nouvelle-Zélande | 0-3 (0-1, 0-1, 0-1) | Taipei chinois | Olympic Ice Rink 25 spectateurs |

| Feuille de match | Feuille de match | Feuille de match | Feuille de match                                                                     | Feuille de match                                                                      |
| ---------------- | ---------------- | ---------------- | ------------------------------------------------------------------------------------ | ------------------------------------------------------------------------------------- |
|                  | -                | 0-1 0-2 0-3      | Teng (Hsu Ti.) — 16 min 17 s (SN) Yeh — 29 min 31 s Hsu Ti. (Pan) — 49 min 36 s (SN) | Arbitrage : Henna-Maria Koivuluoma Juges de lignes : Anne-Ruth Kuonen et Mai Mizuhori |
| Hyde             | Gardiens         | Hsu Tz.          |                                                                                      | Arbitrage : Henna-Maria Koivuluoma Juges de lignes : Anne-Ruth Kuonen et Mai Mizuhori |
| 6 min            | Pénalités        | 2 min            |                                                                                      | Arbitrage : Henna-Maria Koivuluoma Juges de lignes : Anne-Ruth Kuonen et Mai Mizuhori |
| 23               | Tirs             | 32               |                                                                                      | Arbitrage : Henna-Maria Koivuluoma Juges de lignes : Anne-Ruth Kuonen et Mai Mizuhori |

| 1er avril | Croatie | 3-6 (2-3, 0-0, 1-3) | Turquie | Olympic Ice Rink 35 spectateurs |

| Feuille de match | Feuille de match                                                                                         | Feuille de match                    | Feuille de match | Feuille de match                                                                |
| ---------------- | --- | ----------------------------------- | --- | ------------------------------------------------------------------------------- |
|                  | Širanović — 3 min 59 s (SN) E. Čavka (T. Čavka) — 5 min 48 s - Širanović (Grašić, Delić) — 45 min 43 s - | 1-0 2-0 2-1 2-2 2-3 3-3 3-4 3-5 3-6 | - Taygar (Baktıroğlu, Demirkol) — 10 min 18 s (SN) Baktıroğlu (D. Lökbaş) — 11 min 29 s Baktıroğlu (Uygun) — 12 min 38 s - Taygar — 49 min 25 s Oğuz (Baktıroğlu) — 56 min 6 s Baktıroğlu (D. Lökbaş) — 59 min 59 s | Arbitrage : Agnese Kārkliņa Juges de lignes : Julia Johansson et Julia Mannlein |
| Belobrk          | Gardiens                                                                                                 | Doğramacı                           | | Arbitrage : Agnese Kārkliņa Juges de lignes : Julia Johansson et Julia Mannlein |
| 10 min           | Pénalités                                                                                                | 18 min                              | | Arbitrage : Agnese Kārkliņa Juges de lignes : Julia Johansson et Julia Mannlein |
| 25               | Tirs | 47                                  | | Arbitrage : Agnese Kārkliņa Juges de lignes : Julia Johansson et Julia Mannlein |

| 1er avril | Islande | 9-5 (3-1, 3-2, 3-2) | Roumanie | Olympic Ice Rink 100 spectateurs |

| Feuille de match | Feuille de match | Feuille de match                                        | Feuille de match | Feuille de match                                                                    |
| ---------------- | --- | ------------------------------------------------------- | --- | ----------------------------------------------------------------------------------- |
|                  | Si. Björgvinsdóttir (Su. Björgvinsdóttir) — 14 s Si. Björgvinsdóttir (Su. Björgvinsdóttir) — 2 min 29 s Árnadóttir (Leifsdóttir, Ingadóttir) — 3 min 11 s - Ingadóttir — 28 min 29 s (IN) Si. Björgvinsdóttir (Su. Björgvinsdóttir) — 31 min 22 s (SN) - Ingadóttir (Leifsdóttir, Kjartansdóttir) — 33 min 51 s Snorradóttir (Si. Björgvinsdóttir) — 40 min 12 s (SN) Kjartansdóttir (Si. Björgvinsdóttir) — 43 min 52 s (SN) - Si. Björgvinsdóttir (Su. Björgvinsdóttir) — 53 min 15 s | 1-0 2-0 3-0 3-1 3-2 4-2 5-2 5-3 6-3 7-3 8-3 8-4 8-5 9-5 | - Voicu (Balló) — 4 min 52 s (SN) Oprea (Popescu) — 23 min 47 s - Oprea (Sajtos) — 33 min 15 s - Balló (Csiszér, Voicu) — 44 min 23 s Oprea (Mathe) — 50 min 37 s - | Arbitrage : Kelly Cooke Juges de lignes : Jessica Brambilla et Anastasiia Kurashova |
| Halldórsdóttir   | Gardiens | Niciu                                                   | | Arbitrage : Kelly Cooke Juges de lignes : Jessica Brambilla et Anastasiia Kurashova |
| 22 min           | Pénalités | 10 min                                                  | | Arbitrage : Kelly Cooke Juges de lignes : Jessica Brambilla et Anastasiia Kurashova |
| 51               | Tirs | 16                                                      | | Arbitrage : Kelly Cooke Juges de lignes : Jessica Brambilla et Anastasiia Kurashova |

| 2 avril | Taipei chinois | 5-3 (1-0, 1-1, 3-2) | Turquie | Olympic Ice Rink 20 spectateurs |

| Feuille de match | Feuille de match | Feuille de match                | Feuille de match                                                                                 | Feuille de match                                                             |
| ---------------- | --- | ------------------------------- | ------------------------------------------------------------------------------------------------ | ---------------------------------------------------------------------------- |
|                  | Hsu Ti. — 8 min 25 s - Yeh (Wang Hsu.) — 26 min 30 s Yeh — 41 min 7 s Teng (Liu C., Chang) — 43 min 45 s - Tao (Hsieh) — 54 min 24 s | 1-0 1-1 2-1 3-1 4-1 4-2 4-3 5-3 | - Baktıroğlu — 24 min 8 s - Koçak (Uygun) — 48 min 32 s (SN) Baktıroğlu (Taygar) — 53 min 17 s - | Arbitrage : Fu Yue Juges de lignes : Julia Johansson et Anastasiia Kurashova |
| Wang Y.          | Gardiens | Doğramacı                       |                                                                                                  | Arbitrage : Fu Yue Juges de lignes : Julia Johansson et Anastasiia Kurashova |
| 6 min            | Pénalités | 8 min                           |                                                                                                  | Arbitrage : Fu Yue Juges de lignes : Julia Johansson et Anastasiia Kurashova |
| 33               | Tirs | 20                              |                                                                                                  | Arbitrage : Fu Yue Juges de lignes : Julia Johansson et Anastasiia Kurashova |

| 2 avril | Islande | 1-2 (1-1, 0-0, 0-1) | Nouvelle-Zélande | Olympic Ice Rink 30 spectateurs |

| Feuille de match | Feuille de match                             | Feuille de match | Feuille de match                                                                     | Feuille de match                                                                |
| ---------------- | -------------------------------------------- | ---------------- | ------------------------------------------------------------------------------------ | ------------------------------------------------------------------------------- |
|                  | Gardarsdóttir (Si. Björgvinsdóttir) — 33 s - | 1-0 1-1 1-2      | - Horner-Pascoe (Shields, Lilly) — 19 min 54 s (SN) Horner-Pascoe — 58 min 32 s (SN) | Arbitrage : Agnese Kārkliņa Juges de lignes : Jessica Brambilla et Mai Mizuhori |
| Halldórsdóttir   | Gardiens                                     | Harrison         |                                                                                      | Arbitrage : Agnese Kārkliņa Juges de lignes : Jessica Brambilla et Mai Mizuhori |
| 20 min           | Pénalités                                    | 10 min           |                                                                                      | Arbitrage : Agnese Kārkliņa Juges de lignes : Jessica Brambilla et Mai Mizuhori |
| 31               | Tirs                                         | 25               |                                                                                      | Arbitrage : Agnese Kārkliņa Juges de lignes : Jessica Brambilla et Mai Mizuhori |

| 2 avril | Roumanie | 1-3 (0-2, 0-0, 1-1) | Croatie | Olympic Ice Rink 100 spectateurs |

| Feuille de match | Feuille de match            | Feuille de match | Feuille de match                                                                                                | Feuille de match                                                                        |
| ---------------- | --------------------------- | ---------------- | --- | --------------------------------------------------------------------------------------- |
|                  | - Oprea — 51 min 7 s (SN) - | 0-1 0-2 1-2 1-3  | Širanović (Filipec) — 2 min 29 s (SN) Širanović (Smolec) — 14 min 14 s (IN) - Širanović — 59 min 36 s (IN + CV) | Arbitrage : Henna-Maria Koivuluoma Juges de lignes : Anne-Ruth Kuonen et Julia Mannlein |
| Kurko            | Gardiens                    | Belobrk          | | Arbitrage : Henna-Maria Koivuluoma Juges de lignes : Anne-Ruth Kuonen et Julia Mannlein |
| 12 min           | Pénalités                   | 12 min           | | Arbitrage : Henna-Maria Koivuluoma Juges de lignes : Anne-Ruth Kuonen et Julia Mannlein |
| 24               | Tirs                        | 30               | | Arbitrage : Henna-Maria Koivuluoma Juges de lignes : Anne-Ruth Kuonen et Julia Mannlein |

| 4 avril | Islande | 3-0 (0-0, 1-0, 2-0) | Croatie | Olympic Ice Rink 30 spectateurs |

| Feuille de match | Feuille de match | Feuille de match | Feuille de match | Feuille de match                                                          |
| ---------------- | --- | ---------------- | ---------------- | ------------------------------------------------------------------------- |
|                  | Si. Björgvinsdóttir — 31 min 56 s (2 SN) Árnadóttir (Su. Björgvinsdóttir) — 47 min 30 s Si. Björgvinsdóttir (Garðarsdóttir) — 58 min 33 s | 1-0 2-0 3-0      | -                | Arbitrage : Fu Yue Juges de lignes : Jessica Brambilla et Julia Johansson |
| Matthíasdóttir   | Gardiens | Belobrk          |                  | Arbitrage : Fu Yue Juges de lignes : Jessica Brambilla et Julia Johansson |
| 10 min           | Pénalités | 14 min           |                  | Arbitrage : Fu Yue Juges de lignes : Jessica Brambilla et Julia Johansson |
| 50               | Tirs | 14               |                  | Arbitrage : Fu Yue Juges de lignes : Jessica Brambilla et Julia Johansson |

| 4 avril | Nouvelle-Zélande | 4-2 (0-1, 4-0, 0-1) | Turquie | Olympic Ice Rink 40 spectateurs |

| Feuille de match                | Feuille de match | Feuille de match        | Feuille de match                                                  | Feuille de match                                                          |
| ------------------------------- | --- | ----------------------- | ----------------------------------------------------------------- | ------------------------------------------------------------------------- |
|                                 | - Shields (Horner-Pascoe) — 24 min 53 s Horner-Pascoe — 32 min 37 s Shields (Shattock) — 34 min 42 s Shattock (Orr, Read) — 37 min 41 s - | 0-1 1-1 2-1 3-1 4-1 4-2 | Baktıroğlu (Uygun) — 8 min 44 s - D. Lökbaş (Taygar) — 42 min 9 s | Arbitrage : Kelly Cooke Juges de lignes : Anne-Ruth Kuonen et Bente Owren |
| Harrison (40 min) Hyde (20 min) | Gardiens | Doğramacı               |                                                                   | Arbitrage : Kelly Cooke Juges de lignes : Anne-Ruth Kuonen et Bente Owren |
| 8 min                           | Pénalités | 12 min                  |                                                                   | Arbitrage : Kelly Cooke Juges de lignes : Anne-Ruth Kuonen et Bente Owren |
| 34                              | Tirs | 23                      |                                                                   | Arbitrage : Kelly Cooke Juges de lignes : Anne-Ruth Kuonen et Bente Owren |

| 4 avril | Taipei chinois | 4-3 (1-2, 1-1, 2-0) | Roumanie | Olympic Ice Rink 150 spectateurs |

| Feuille de match | Feuille de match | Feuille de match            | Feuille de match                                                                                       | Feuille de match                                                                            |
| ---------------- | --- | --------------------------- | --- | ------------------------------------------------------------------------------------------- |
|                  | - Liu C. (Hsu, Teng) — 12 min 19 s (SN) - Liu C. — 22 min 25 s (SN) Yeh (Hsu, Jan) — 48 min 39 s (SN) Pan (Yeh) — 54 min 14 s (SN) | 0-1 0-2 1-2 1-3 2-3 3-3 4-3 | Voicu (Balló, Sajtos) — 6 min 8 s Voicu (Balló, Csiszér) — 10 min 35 s - Voicu (Balló) — 21 min 33 s - | Arbitrage : Henna-Maria Koivuluoma Juges de lignes : Anastasiia Kurashova et Julia Mannlein |
| Wang Y.          | Gardiens | Niciu                       | | Arbitrage : Henna-Maria Koivuluoma Juges de lignes : Anastasiia Kurashova et Julia Mannlein |
| 10 min           | Pénalités | 24 min                      | | Arbitrage : Henna-Maria Koivuluoma Juges de lignes : Anastasiia Kurashova et Julia Mannlein |
| 41               | Tirs | 16                          | | Arbitrage : Henna-Maria Koivuluoma Juges de lignes : Anastasiia Kurashova et Julia Mannlein |

| 5 avril | Turquie | 0-6 (0-1, 0-2, 0-3) | Islande | Olympic Ice Rink 30 spectateurs |

| Feuille de match                               | Feuille de match | Feuille de match        | Feuille de match | Feuille de match                                                          |
| ---------------------------------------------- | ---------------- | ----------------------- | --- | ------------------------------------------------------------------------- |
|                                                | -                | 0-1 0-2 0-3 0-4 0-5 0-6 | Gardarsdóttir (Su. Björgvinsdóttir, Kjartansdóttir) — 5 min 50 s (SN) Karvelsdóttir (Ingadóttir) — 33 min 10 s (SN) Björgvinsdóttir (Si. Björgvinsdóttir, Gardarsdóttir) — 34 min 54 s Si. Björgvinsdóttir (Snorradóttir, Gardarsdóttir) — 42 min 21 s (2 SN) Si. Björgvinsdóttir (Su. Björgvinsdóttir) — 45 min 58 s Hjaltested (Karvelsdóttir) — 59 min 2 s | Arbitrage : Kelly Cooke Juges de lignes : Julia Johansson et Mai Mizuhori |
| Doğramacı (54 min 37 s) Dadaşoğlu (5 min 23 s) | Gardiens         | Halldórsdóttir          | | Arbitrage : Kelly Cooke Juges de lignes : Julia Johansson et Mai Mizuhori |
| 8 min                                          | Pénalités        | 4 min                   | | Arbitrage : Kelly Cooke Juges de lignes : Julia Johansson et Mai Mizuhori |
| 22                                             | Tirs             | 39                      | | Arbitrage : Kelly Cooke Juges de lignes : Julia Johansson et Mai Mizuhori |

| 5 avril | Croatie | 0-3 (0-2, 0-1, 0-0) | Taipei chinois | Olympic Ice Rink 35 spectateurs |

| Feuille de match | Feuille de match | Feuille de match | Feuille de match                                                                | Feuille de match                                                                |
| ---------------- | ---------------- | ---------------- | ------------------------------------------------------------------------------- | ------------------------------------------------------------------------------- |
|                  | -                | 0-1 0-2 0-3      | Yeh (Hsieh) — 4 min 19 s Hsu Ti. (Hsieh) — 4 min 44 s Liu C. — 25 min 29 s (JS) | Arbitrage : Agnese Kārkliņa Juges de lignes : Jessica Brambilla> et Bente Owren |
| Belobrk          | Gardiens         | Hsu Tz.          |                                                                                 | Arbitrage : Agnese Kārkliņa Juges de lignes : Jessica Brambilla> et Bente Owren |
| 8 min            | Pénalités        | 8 min            |                                                                                 | Arbitrage : Agnese Kārkliņa Juges de lignes : Jessica Brambilla> et Bente Owren |
| 31               | Tirs             | 30               |                                                                                 | Arbitrage : Agnese Kārkliņa Juges de lignes : Jessica Brambilla> et Bente Owren |

| 5 avril | Roumanie | 1-7 (0-2, 0-2, 1-3) | Nouvelle-Zélande | Olympic Ice Rink 300 spectateurs |

| Feuille de match | Feuille de match        | Feuille de match                | Feuille de match | Feuille de match                                                              |
| ---------------- | ----------------------- | ------------------------------- | --- | ----------------------------------------------------------------------------- |
|                  | - Balló — 44 min 17 s - | 0-1 0-2 0-3 0-4 1-4 1-5 1-6 1-7 | Shields (Horner-Pascoe) — 7 min Horner-Pascoe (Shields, Murray) — 15 min 42 s Shields (Jones) — 26 min 2 s (SN) Horner-Pascoe (Woodyear-Smith) — 38 min 31 s - Woodyear-Smith (Horner-Pascoe) — 44 min 39 s Murray (Horner-Pascoe) — 55 min 20 s Woodyear-Smith — 59 min 40 s | Arbitrage : Fu Yue Juges de lignes : Anne-Ruth Kuonen et Anastasiia Kurashova |
| Niciu            | Gardiens                | Hyde                            | | Arbitrage : Fu Yue Juges de lignes : Anne-Ruth Kuonen et Anastasiia Kurashova |
| 2 min            | Pénalités               | 4 min                           | | Arbitrage : Fu Yue Juges de lignes : Anne-Ruth Kuonen et Anastasiia Kurashova |
| 23               | Tirs                    | 50                              | | Arbitrage : Fu Yue Juges de lignes : Anne-Ruth Kuonen et Anastasiia Kurashova |

| 7 avril | Nouvelle-Zélande | 5-1 (0-0, 2-0, 3-1) | Croatie | Olympic Ice Rink 20 spectateurs |

| Feuille de match | Feuille de match | Feuille de match        | Feuille de match        | Feuille de match                                                                          |
| ---------------- | --- | ----------------------- | ----------------------- | ----------------------------------------------------------------------------------------- |
|                  | Shattock (Woodyear-Smith, Gerken) — 28 min 42 s (IN) Gregory (C. Heale) — 30 min 50 s Fuller (Gerken) — 42 min 45 s A. Heale (Horner-Pascoe) — 43 min 45 s - Jones (Murray, Horner-Pascoe) — 51 min 54 s | 1-0 2-0 3-0 4-0 4-1 5-1 | - Smolec — 48 min 6 s - | Arbitrage : Henna-Maria Koivuluoma Juges de lignes : Anastasiia Kurashova et Mai Mizuhori |
| Hyde             | Gardiens | Belobrk                 |                         | Arbitrage : Henna-Maria Koivuluoma Juges de lignes : Anastasiia Kurashova et Mai Mizuhori |
| 6 min            | Pénalités | 18 min                  |                         | Arbitrage : Henna-Maria Koivuluoma Juges de lignes : Anastasiia Kurashova et Mai Mizuhori |
| 42               | Tirs | 21                      |                         | Arbitrage : Henna-Maria Koivuluoma Juges de lignes : Anastasiia Kurashova et Mai Mizuhori |

| 7 avril | Taipei chinois | 5-2 (1-0, 2-1, 2-1) | Islande | Olympic Ice Rink 50 spectateurs |

| Feuille de match | Feuille de match | Feuille de match            | Feuille de match | Feuille de match                                                        |
| ---------------- | --- | --------------------------- | --- | ----------------------------------------------------------------------- |
|                  | Tao (Pan) — 14 min 33 s - Hsieh (Hsu Ti.) — 30 min 27 s Yeh — 39 min 8 s - Yeh — 51 min 43 s Tao (Lin) — 51 min 56 s | 1-0 1-1 2-1 3-1 3-2 4-2 5-2 | - Su. Björgvinsdóttir (Si. Björgvinsdóttir) — 26 min 59 s - Gardarsdóttir (Si. Björgvinsdóttir, Su. Björgvinsdóttir) — 50 min 6 s - | Arbitrage : Kelly Cooke Juges de lignes : Julia Mannlein et Bente Owren |
| Hsu Tz.          | Gardiens | Halldórsdóttir              | | Arbitrage : Kelly Cooke Juges de lignes : Julia Mannlein et Bente Owren |
| 4 min            | Pénalités | 10 min                      | | Arbitrage : Kelly Cooke Juges de lignes : Julia Mannlein et Bente Owren |
| 38               | Tirs | 38                          | | Arbitrage : Kelly Cooke Juges de lignes : Julia Mannlein et Bente Owren |

| 7 avril | Turquie | 4-5 (pr) (3-1, 0-2, 1-1, 0-1) | Roumanie | Olympic Ice Rink 300 spectateurs |

| Feuille de match | Feuille de match | Feuille de match                    | Feuille de match | Feuille de match                                                                  |
| ---------------- | --- | ----------------------------------- | --- | --------------------------------------------------------------------------------- |
|                  | Baktıroğlu (A. Lökbaş) — 4 min 19 s (SN) - Baktıroğlu — 14 min 17 s D. Lökbaş (Baktıroğlu) — 18 min 16 s - D. Lökbaş — 49 min 32 s - | 1-0 1-1 2-1 3-1 3-2 3-3 3-4 4-4 4-5 | - Oprea (Popescu) — 13 min 21 s - Balló (Adorján) — 20 min 59 s Voicu — 22 min 16 s Voicu (Balló) — 47 min 35 s - Csiszér (Voicu) — 62 min 57 s (SN) | Arbitrage : Agnese Kārkliņa Juges de lignes : Julia Johansson et Anne-Ruth Kuonen |
| Doğramacı        | Gardiens | Niciu                               | | Arbitrage : Agnese Kārkliņa Juges de lignes : Julia Johansson et Anne-Ruth Kuonen |
| 8 min            | Pénalités | 10 min                              | | Arbitrage : Agnese Kārkliņa Juges de lignes : Julia Johansson et Anne-Ruth Kuonen |
| 45               | Tirs | 26                                  | | Arbitrage : Agnese Kārkliņa Juges de lignes : Julia Johansson et Anne-Ruth Kuonen |

## Classement
Pour les significations des abréviations, voir statistiques du hockey sur glace.
| Clt   | Équipe           | PJ | V | VP | D | DP | BP | BC | Diff | Pts |
| ----- | ---------------- | -- | - | -- | - | -- | -- | -- | ---- | --- |
| +001, | Taipei chinois   | 5  | 5 | 0  | 0 | 0  | 20 | 8  | +15  | 15  |
| +002, | Nouvelle-Zélande | 5  | 4 | 0  | 1 | 0  | 18 | 8  | +10  | 12  |
| +003, | Islande          | 5  | 3 | 0  | 2 | 0  | 21 | 12 | +9   | 9   |
| +004, | Turquie          | 5  | 1 | 0  | 3 | 1  | 15 | 23 | -8   | 4   |
| +005, | Croatie (P)      | 5  | 1 | 0  | 4 | 0  | 7  | 15 | -8   | 3   |
| +006, | Roumanie         | 5  | 0 | 1  | 4 | 0  | 15 | 27 | -12  | 2   |

- Promu en Division IIA en 2020
- Relégué en Qualification pour la Division IIB en 2020

## Statistiques individuelles
Pour les significations des abréviations, voir statistiques du hockey sur glace.
| Clt | Joueuse                | Équipe           | PJ | B | A | Pts | Pun | +/- |
| --- | ---------------------- | ---------------- | -- | - | - | --- | --- | --- |
| 1   | Silvía Björgvinsdóttir | Islande          | 5  | 8 | 5 | 13  | 0   | +5  |
| 2   | Jasmine Horner-Pascoe  | Nouvelle-Zélande | 5  | 6 | 6 | 12  | 2   | +6  |
| 3   | Çağla Baktıroğlu       | Turquie          | 5  | 8 | 3 | 11  | 0   | +3  |
| 4   | Sunna Björgvinsdóttir  | Islande          | 5  | 2 | 9 | 11  | 4   | +6  |
| 5   | Yeh Hui-Chen           | Taipei chinois   | 5  | 7 | 1 | 8   | 4   | +9  |
| 6   | Ana Voicu              | Roumanie         | 5  | 6 | 2 | 8   | 26  | -1  |
| 7   | Noémi Balló            | Roumanie         | 5  | 3 | 5 | 8   | 0   | 0   |
| 8   | Hannah Shields         | Nouvelle-Zélande | 5  | 4 | 3 | 7   | 2   | +6  |
| 9   | Hsu Ting-Yu            | Taipei chinois   | 5  | 3 | 4 | 7   | 0   | +9  |
| 10  | Kolbrun Gardarsdóttir  | Islande          | 5  | 3 | 3 | 6   | 4   | +6  |

| Clt | Joueuse                | Équipe           | PJ | Min          | BC | Moy  | %Arr  | Bl |
| --- | ---------------------- | ---------------- | -- | ------------ | -- | ---- | ----- | -- |
| 1   | Hsu Tzu-Ting           | Taipei chinois   | 3  | 166 min 53 s | 2  | 0,72 | 97,65 | 1  |
| 2   | Lochlyn Marie Hyde     | Nouvelle-Zélande | 4  | 160 min      | 4  | 1,50 | 93,94 | 0  |
| 3   | Grace Harrison         | Nouvelle-Zélande | 3  | 138 min 24 s | 4  | 1,73 | 93,75 | 0  |
| 4   | Petra Belobrk          | Croatie          | 5  | 300 min      | 18 | 3,60 | 90,67 | 0  |
| 5   | Karítas Halldórsdóttir | Islande          | 4  | 238 min 45 s | 12 | 3,02 | 88,12 | 1  |
| 6   | Andrea Kurko           | Roumanie         | 3  | 182 min 34 s | 17 | 5,59 | 87,59 | 0  |
| 7   | Wang Yun-Tzu           | Taipei chinois   | 3  | 133 min 7 s  | 6  | 2,70 | 86,05 | 0  |
| 8   | Sera Doğramacı         | Turquie          | 5  | 297 min 14 s | 22 | 4,44 | 85,33 | 0  |

Nota : seules sont classées les gardiennes ayant joué au minimum 40 % du temps de jeu de leur équipe.